# Argirocastro
Argirocastro (in albanese Gjirokastër; in greco Αργυρόκαστρο (Argyrókastro)?; in arumeno Ljurocastru) è un comune dell'Albania, capoluogo dell'omonima prefettura.
In seguito alla legge di riforma amministrativa del 2015 furono accorpati ad Argirocastro gli ex comuni di Antigonë, Cepo, Lazarat, Lunxhëri, Odrie e Picar. Al censimento del 2011, il più recente effettuato nel Paese, gli abitanti di tali centri risultavano complessivamente essere 8837 che, sommati ai 19836 di Argirocastro pre-accorpamento, dà un totale stimato di 28673 abitanti; al 2021 non sono ancora disponibili dati censuari sull'effettiva popolazione della nuova unità amministrativa.
Situato nella parte meridionale del Paese, Argirocastro è una delle più antiche città albanesi: costruita su una collinetta alta circa 300 metri che domina una vallata fra i monti Mali i Gjerë e il fiume Drino, il suo nome in greco significa fortezza argentata.
La città antica mostra l'incontro delle culture greca, romana, bizantina, turca e albanese ed è inclusa tra i patrimoni dell'umanità.
Considerata il centro della minoranza greca d'Albania, ospita altre minoranze etnico-linguistiche, come i Valacchi e i Rom.

## Geografia
Argirocastro è situata nel sud dell'Albania, lungo la sponda sinistra del fiume Drino.

## Storia

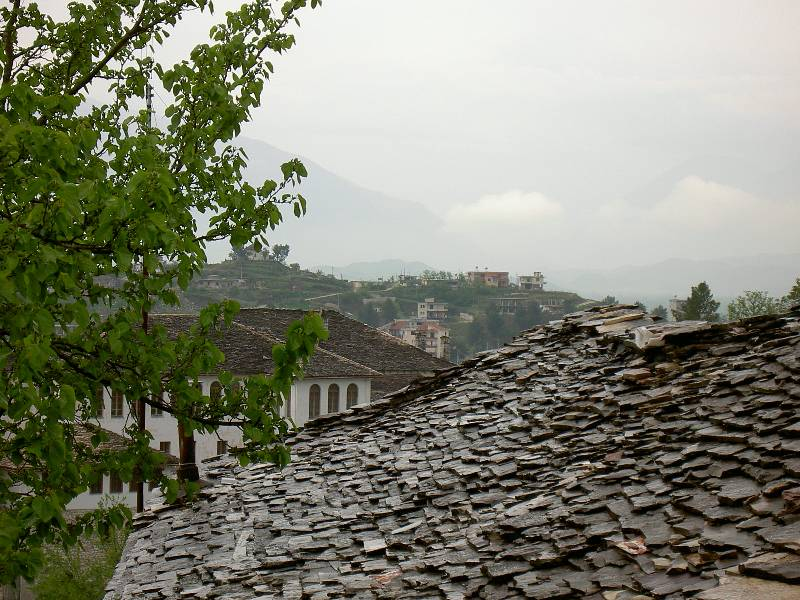
I tipici tetti in pietra della città vecchia

Argirocastro è un'antica città le cui tracce archeologiche risalgono al I secolo d.C. La città venne probabilmente fondata nel XII secolo intorno ad una fortezza sulla collina. Durante l'Impero bizantino divenne un importante centro commerciale conosciuto con il nome di Argyropolis, che in greco significa "città argentata", o Argyrokastron, che significa "castello argentato".
La città fece parte del Despotato d'Epiro nel XIV secolo prima di essere assoggettata all'Impero ottomano nel 1417. Nel 1911 venne conquistata da Alì Pascià di Tepeleni, che si costruì il proprio feudo autonomo nei Balcani sudoccidentali. Nella seconda metà del XIX secolo divenne un centro di resistenza contro i Turchi. Nel 1880 si tenne in questa città l'Assemblea di Argirocastro, un momento chiave per il movimento di liberazione albanese.
Durante la prima guerra balcanica la città fu occupata dalle truppe greche e poi reclamata dal governo di Atene. Dopo l'assegnazione di Argirocastro alla neonata Albania secondo le clausole del trattato di Londra, la popolazione greca della cittadina, guidata da Georgios Christakis-Zografos, proclamò la nascita della Repubblica Autonoma dell'Epiro del Nord. Nel 1917 il generale Giacinto Ferrero dal castello della città lanciò il famoso Proclama di Argirocastro. Vittorio Emanuele III visitò la città di Argirocastro negli anni quaranta. L'8 dicembre 1940 la città fu occupata dalle truppe greche dopo aver respinto con successo l'offensiva italiana. Dopo l'8 settembre 1943 Argirocastro fu occupato dalle truppe tedesche sino a tornare sotto il controllo albanese nel 1944.
Il regime comunista che si insediò dopo la guerra sviluppò qui un polo industriale e commerciale. Venne elevata allo status di città-museo principalmente perché era il luogo di nascita del dittatore Enver Hoxha, che nacque qui nel 1908. La sua casa natale venne trasformata in un museo che divenne il punto focale del culto della personalità di Hoxha.
Argirocastro ebbe seri problemi economici con la fine della dittatura comunista nel 1991, venne pesantemente danneggiata soprattutto dal crollo di un castello di carte nel 1997, crollo che destabilizzò l'intera economia albanese. La città divenne il centro della ribellione contro il primo ministro Sali Berisha e vennero inscenate violente manifestazioni di protesta che condussero alle dimissioni del governo. Il 16 dicembre 1997 la casa-museo di Enver Hoxha venne fatta saltare in aria da parte di ignoti. L'edificio fu successivamente restaurato.

## Monumenti e luoghi di interesse

### Architetture militari
- Castello di Argirocastro
- Città militare di "Gerhoti": l'unica cittadella militare italiana degli anni '30, rimasta nei Balcani.

### Architetture religiose
- Moschea Baazar
- Moschea Teqe
- Chiesa della Santa Trasfigurazione
- Monastero dei Santi Quirico e Giuditta
- Moschea Cfakës
- Moschea Palorto
- Moschea Dunavat
- Teqeja di Argirocastro
- Chiesa della Resurrezione, cattedrale della metropolia di Argirocastro

### Architetture civili
- Casa Zekate

## Cultura

### Istruzione

#### Musei
- Museo Etnografico

## Economia
Argirocastro è principalmente una città commerciale con industrie tessili, di pellame e di generi alimentari.
Ora è noto il fatto che Argirocastro è la base più importante delle ditte e compagnie albanesi più dinamiche. Molto importante per tutta la regione del sud d'Albania ed in particolare per quella di Argirocastro è lo sviluppo dell'attività turistica che ultimamente ha suscitato molto interesse.
Dal punto di vista amministrativo la regione di Argirocastro di 2880 km² di superficie e di circa 180 000 abitanti è composta da tre distretti, di cui Argirocastro è il centro più importante, sede della Prefettura, dell'Università del Sud, dell'ospedale regionale, di molte banche nazionali e straniere: Banca d'Albania, Intesa Sanpaolo Bank, Banca Commerciale Nazionale, Raiffeisen Bank, Tirana Bank, National Bank of Greece, Emporiki Bank, Banca Popullore, ProCredit Banc.

## Turismo e cultura

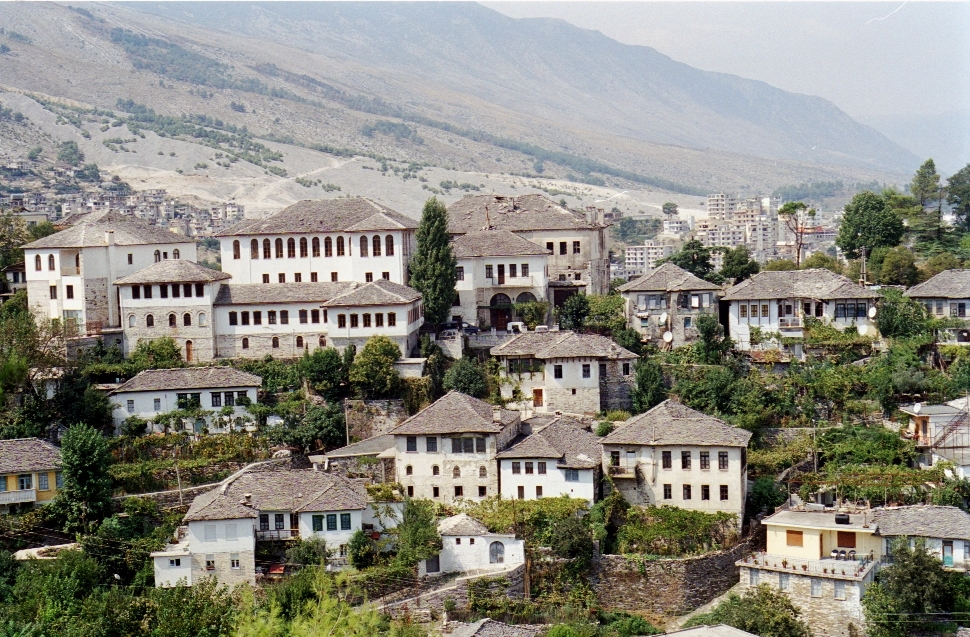
Case tradizionali di Argirocastro

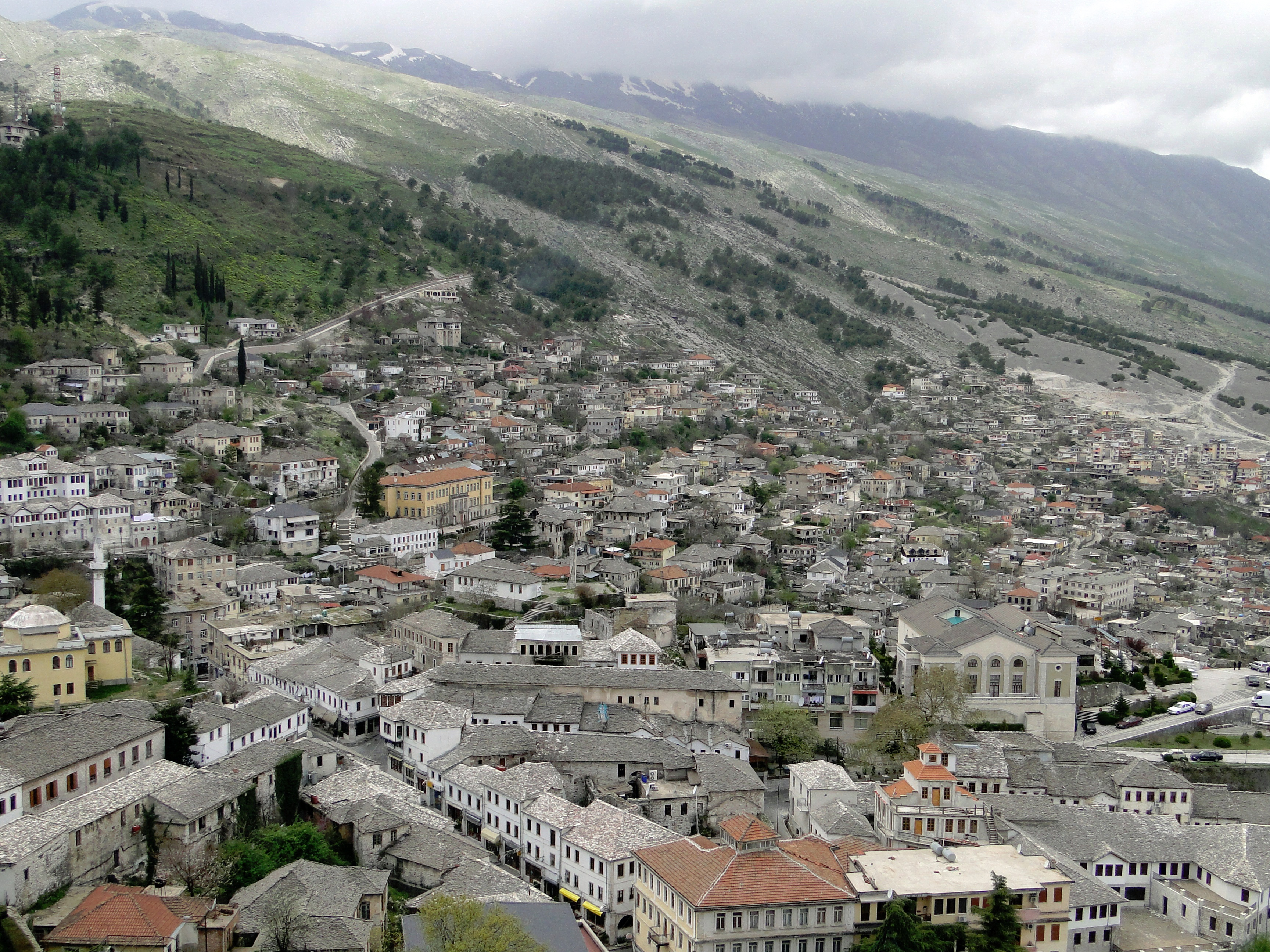
Argirocastro vista della Città

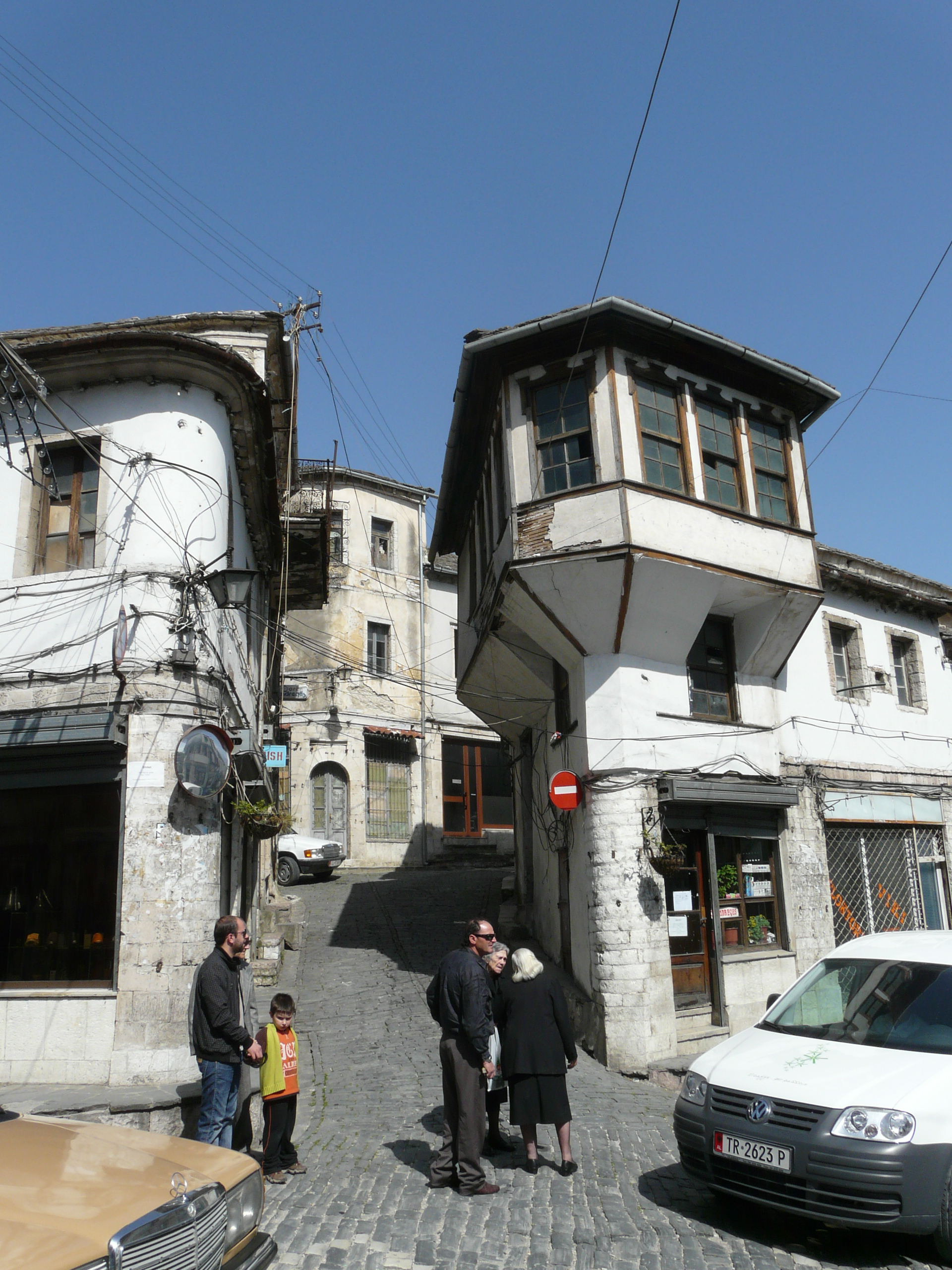
Un tipico edificio del centro cittadino

Argirocastro è uno dei più importanti centri culturali e turistici del sud dell'Albania e, per le sue caratteristiche uniche e i valori storici ed architettonici, dal 2005 fa parte nei centri mondiali protetti dall'UNESCO. Il castello di Argirocastro è la costruzione più grande del centro storico ed è stato costruito su un grande masso di roccia che assomiglia ad una nave da combattimento. All'interno si trovano delle gallerie, coperte con volte a botte che occupano la parte centrale della fortificazione. Secondo alcuni studiosi le origini del castello sono del V secolo, ma secondo gli specialisti dell'UNESCO sono necessari ulteriori studi e scavi archeologici per certificarne meglio la storia. Il bazar caratteristico rappresenta un'altra entità rispetto alla parte residenziale della città.
I musei visitabili sono il Museo Nazionale delle Armi al castello, il Museo Etnografico, le case storiche come quelle di Zekate (del 1812), Skendulatë, Angonatë, Babameto e Kabilatë. Di valore artistico sono anche i complessi architettonici nei quartieri storici "Pazar i Vjetër", "Partizani" , "Dunavat" e "Hazmurat". Oltre agli edifici di stile ottomano, di particolare interesse storico e architettonico nel Centro Storico di Argirocastro ci sono anche gli edifici in stile italiano del '900 con il palazzo dell'ex albergo "Royal", ex "Banco di Napoli", ex Centro Commerciale Zigai, il Liceo, villa "Kokalari", villa "Papavangjeli".
Nella regione di Argirocastro si trovano vari monumenti e siti archeologici, ma i più importanti da visitare sono: la città antica di Antigonea, del 297 a.C. e la città romana di Hadrianopolis, del II secolo Argirocastro è conosciuta anche per la presenza di edifici di culto, sia per la religione cristiana sia per quella musulmana: la chiesa bizantina di Santa Maria a Labovë realizzata utilizzando la tecnica del 'Castone' e Kryqit, la chiesa di San Michele ad Argirocastro, vari monasteri cristiani, la moschea nel Pazar di Argirocastro e vari monasteri Bektascian.
Oltre ai vari monumenti, ci sono varie aree verdi per gli appassionati della natura, come il Parco Naturale di Virua, il Parco Naturale di Sotira, l'Altopiano di Çajupi 1200 m, i Parchi Naturali di Hotova e di Uji Ftohte (Tepelene) e le Acque Termali di Benja(Permeti). Argirocastro è sede universitaria con circa 5000 studenti, che studiano nelle Facoltà di Economia e Commercio, Turismo, Lingue, Scienze, Storia, Geografia, Matematica, Informatica.

## Infrastrutture e trasporti

### Strade
Argirocastro è attraversata dalla strada statale 4 che unisce il porto di Durazzo al sud dell'Albania e alla frontiera con la Grecia.

### Aeroporti
Nelle vicinanze della città è presente l'aeroporto di Argirocastro, in fase di riattivazione ed ampliamento negli anni 2020.

## Sport

### Calcio
La squadra principale della città è il Klubi Sportiv Luftëtari Gjirokastër.

## Amministrazione

### Gemellaggi
- Grottammare
- Casale Monferrato

- Nardò